# Jonatan syn Annasza
Jonatan syn Annasza (I wiek) – arcykapłan żydowski w latach 36–37.
Był synem Annasza syna Setiego, bratem Eleazara, Teofila, Mattiasa i Annasza Młodszego.
W 36 roku jego szwagier, Józef Kajfasz, został pozbawiony urzędu arcykapłańskiego przez Lucjusza Witeliusza, rzymskiego namiestnika Syrii. Witeliusz mianował kolejnym arcykapłanem właśnie Jonatana.
W 37 roku Jonatan został usunięty ze stanowiska arcykapłana, które powierzono tym razem jego bratu - Teofilowi.
Jonatan, podobnie jak inni żydowski przywódcy, popadł w konflikt z rzymskim prokuratorem Wentydiuszem Kumanusem. Rozstrzygnąć go miał bezpośredni zwierzchnik tego ostatniego - Ummidiusz Kwadratus, namiestnik Syrii. Jednak ten dwukrotnie wydawał różne wyroki, wreszcie w 52 roku kazał w kajdanach odesłać Jonatana i ówczesnego arcykapłana Ananiasza syna Nebedeusza do Rzymu przed oblicze cesarza Klaudiusza. Ten kazał odwołać Kumanusa, a w jego miejsce mianować prokuratorem Marka Antoniusza Feliksa.
Po powrocie do Judei Jonatan czuł się upoważniony do udzielania wskazówek nowemu rzymskiemu namiestnikowi, co doprowadziło do zaognienia stosunków między byłym arcykapłanem a Feliksem.
Jonatan został skrytobójczo zamordowany w samej Świątyni Jerozolimskiej. O zabójstwo podejrzewano Żarliwych (Sykariuszy).